# Žebravý student aneb Hromobití
Žebravý student aneb Hromobití (v německém originále Der Bettelstudent oder Das Donnerwetter) je veselohra se zpěvy (singspiel) o dvou dějstvích německého skladatele Petera (von) Wingera na libreto upravené neznámým upravovatelem ze stejnojmenné činohry Paul Weidmann. Její premiéru uvedlo 2. února 1785 mnichovské divadlo Residenztheater.

## Vznik, charakteristika a historie
6. října 1776 měla ve vídeňském dvorním divadle (starý Burgtheater) premiéru hra dramatika Paula Weidmanna (1746–1801) Der Bettelstudent oder das Donnerwetter (Žebravý student aneb hromobití), která vycházela z Cervantesovy hry La cueva de Salamanca (Jeskyně u Salamanky) z roku 1615. Ta měla velký úspěch v divadlech v Habsburské monarchii i širším středoevropském prostoru; roku 1785 ji poprvé uvedlo Nosticovo divadlo rovněž v českém překladu Václava Tháma pod názvem Neslýchaná náhoda strašlivého hromobití.
Weidmannova činohra (v původní verzi se třemi jednoduchými písněmi) dala vznik řadě adaptací, včetně hudebně-divadelních. První zpracování v podobě zpěvohry (singspielu) vytvořil skladatel Peter Winter (1754–1825), působící v kapele Karla Teodora Falckého nejprve v Mannheimu a poté, co se Karel Teodor stal roku 1777 bavorským vévodou a přeložil svou rezidenci, v Mnichově. Žebravý student byl Winterovou třetí zpěvohrou; následovala řada dalších oper na německá i italská libreta, až roku 1796 dosáhl Winter pronikavého úspěchu zpěvohrou Přerušená oběť.
Winterova singspielová úprava Weidmannovy předlohy měla ohlas i mimo Mnichov, vzhledem k řadě jiných zpracování této látky však není vždy z pramenů jisté, zda byla hrána Winterova či jiná verze, respektive Weidmannova činoherní předloha – mylně jsou například v literatuře s Winterovým jménem spojovány inscenace ve vídeňském Theater in der Leopoldstadt (1785), ve Vlastenském divadle v Praze (1785), v Bratislavě (1796) nebo Budíně a Pešti (1797 činoherní verze, 1801 verze Wenzela Müllera). Není ani jisté, zda se jednalo o Wintrovu verzi v případě Žebravého studenta, kterého uvedl divadelní ředitel František Jindřich Bulla 29. září 1793 ve Varšavě a 13. října 1794 ve Lvově. S jistotou se Winterova zpěvohra hrála později v Německu pod názvem Pocestný student (Der reisende Student ); takto měla úspěšnou premiéru 23. června 1802 v Královském divadle v Berlíně, hrála se též v Lübecku a Schwerinu apod.
Již původní Weidmannova činohra byla velmi populární a až do poloviny 19. století se objevovaly jak různé úpravy Winterovy zpěvohry, tak samostatná hudební zpracování, mj. Ďábel hydraulikus Karla Ditterse von Dittersdorfa (1790?), Žebravý student Wenzela Müllera (1800) nebo Strašidlo ve mlejně Karla Františka Rafaela (1814), které zejména v Habsburské monarchii byly hrány namísto Winterovy verze.
V Německu se ve druhé třetině 19. století prosadila úprava Pocestného studenta („quodlibet“, pasticcio) vypracovaná hercem a dramatikem Ludwigem (Louisem) Schneiderem a vydaná roku 1838, v němž byla použita „hudba různých autorů“, včetně Wintera. V Královském divadle v Berlíně se hrála až do 27. prosince 1885 a spolu s původní verzí dosáhla celkem 141 představení. Doklady o jejím uvádění jsou nejen z německých měst (Düsseldorf, Výmar…), ale i z německého divadla v New Yorku (poprvé 25. října 1842) nebo Hobokenu (15. června 1853). Ve stockholmském operním divadle se již 13. prosince 1833 hrála verze pod názvem Den vandrande studenten eller Spöket i qvarnen, již do švédštiny přeložil Herman Anders Kullberg; za autora textu je označován Louis Schneider, hudba však je připisována pouze Winterovi. Ve švédské podobě v překladu Erika Wilhelma Djurströma a hudební úpravě Johana Wilhlma Södermana (nebo Augusta Säfströma) pod názvem Den resande Studenten eller Åskvädret mělo Schneiderovo pasticcio premiéru ve Stockholmu 1. března 1855.

## Postavy
- Pan Jakob, mlynář
- Hannchen, jeho dcera
- Pan von Brandheim, inženýr, poručík a hydraulikus
- Pan Tollberg, vrchnostenský ekonom
- Wilhelm Mauser, žebravý student
- Margareth, mlynářova stará příbuzná
- Mlynářští pacholci, vodní stavitelé[8]

## Děj opery

### 1. dějství
(Venkovská krajina s řekou a mlýnem, k večeru) Po řece plují sem a tam pontoniéři (sbor Wir rudern, rudern immer fort). Velí jim poručík inženýr Brandheim, který je zamilován do Hannchen, dcery mlynáře Jakoba, a právě vyzvedává lístek od ní ze smluvené skrýše. V něm ho Hannchen zve k sobě domů tuto noc, protože její otec dnes odjíždí na trh (zpěv Wenn Arbein, und wenn Unmut mich). Brandheim by si chtěl mlynáře naklonit, ale je to obtížné, protože mlynář se bojí, že mu Brandheimovy vodohospodářské práce odvedou vodu z náhonu.
Hannchen přibíhá a hned se zdraví s Brandheimem. vypráví mu, jak je do něj zamilována (zpěv Ich geh wenn ich ein bischen kann). Vysvětluje mu, že její otec už několikrát prohloupil, když naslouchal hospodářským radám pánů projektantů, a tím více je proti Brandheimovi zaujat. Avšak inženýr je odhodlán dívku dostat (duet Das erfüllt von heißen Trieben). Při důvěrném rozhovoru je zastihne Jakubem upřednostňovaný nápadník Hannchen, panský ekonom Tollberg. Brandheim se musí klidit a Tollberg hned o tom, co zahlédl, zpravuje mlynáře. Oba muži si vyměňují špatné zkušenosti s údajnými učenci – však Tollberg přece také není žádný hlupák (zpěv Unser eins ist auch nicht dumm). Jakob musí na trh a pověřuje Tollberga úkolem ohlídat Hannchen, přičemž ho varuje před ženskou lstí písní o kočkách (romance Ein Katter sieht ein Kätzchen schön). Dceři pak vysvětluje, že ji má sice rád, ale jestli ji ještě jednou uvidí s Brandheimem, zlomí jí vaz.
Zdálky přichází potulný literát Wilhelm Mauser (píseň Die Sonne färbt so wonniglich). Prosí Tollberga o almužnu, ale ekonom se jen pohoršuje nad tím, že se tak studovaný a zdravý člověk živí žebrotou, místo aby dělal nějakou užitečnou práci. Mauser se filozoficky brání a Tollberga si udobří – krejcaru se však od něj stejně nedočká.
Když Mauser uvidí mlýn, zadoufá, že tam dostane almužnu a případně i nocleh. Zpívá proto pod okny milostnou píseň (Mädchen? euch hat die Natur). Brandheim, který přichází na smluvenou schůzku, ho chválí a zaplatí si u něj podobnou, ale více do skoku (zpěv Es laden zu Reihen). Mauser se sám rozveselí a vezme dokola i kolemjdoucí Margareth, mlynářovu postarší příbuznou. Od té vymámí i povolení přespat ve mlýně, avšak tajně, protože Jakob přísně zakázal poskytovat nocleh cizím lidem. Margareth je ochotna Mausera schovat do podkrovní komůrky, pokud mu ovšem nevadí, že ve mlýně straší. Ale student má pro strach uděláno (finále Nun schlagt es Zwölf, und horch, es knarrt).

### 2. dějství
(Velká místnost ve mlýně s jídelním stolem a žebříkem do podkroví) Margareth přivádí Mausera do mlýna, dává mu na večeři něco chleba a vína a přikazuje mu, aby se schoval v podkroví a nedával o sobě vědět. Mauser děkuje a hledá ještě nějakou dobrotu ve svém tlumoku (zpěv Trost im Leide). Jen se schová, vpouští dovnitř Hannchen Brandheima, který jí přinesl kytici lučních květů (zpěv Ich pflückte sie im Abendschein). Hannchen mu ihned protírá k romantické večeři – paštika, pečená kuřata, víno atd. Vždycky si přála vdát se za někoho z města a Brandheim jí vypočítává své přednosti do manželství. Zatímco venku začíná bouřka, milenci si nad pokrmy vyznávají lásku, netušíce o přítomnosti potulného studenta (tercet Zwischen euch, verschwiegne Wände). Jenže jsou vyrušeni dvojím bušením na dveře. Nejprve je to Tollberg, který se snaží schovat před bouřkou a kterého nechají na služce, ale pak je to nenadále se navrátivší mlynář. Hannchen chvatem ukrývá milence do skříně a večeři do kouta.
Jakob se podivuje, co dělá Hannchen tak pozdě ve světnici. Hannchen se vymlouvá na bolest zubů, na což otec odpovídá s posměchem: ženy si stěžují na nejrůznější nemoci, ale jejich skutečným neduhem je nymfomanie (zpěv Bald schmerzt ein Zahn, bald schmerzt ein Fuß). Uvidí pod lavicí cizí hůl a Hannchen se lekne, že je Brandheimova, ale Margareth přiznává, že ubytovala na noc studenta. Mauser sejde do místnosti a Jakob je překvapivě přívětivý. Řeč přijde na čerta, který ve mlýně straší a kterého se čeleď bojí – ale nejvíce Tollberg. Mauser se chlubí, že umí vyhánět zlé duchy a že může vyhnat i zdejšího čerta; jen ať si nejprve vybere, v jaké podobě se má zjevit. Jakob i Hannchen se z různých důvodů shodnou, že nejlépe v podobě „hydraulika“.
Student začne čarovat a čert ho hned poslouchá; vykouzlí mu do prázdného kouta chutnou večeři, ke které Mauser zazpívá písničku o lstivém děvčeti a oklamaném otci (zpěv Ein junges schönes Mädchen). A poté citýruje samotného čerta; když zaklínadlo dokončí, vyrazí zlý duch v podobě hydraulika Brandheima ze skříně a uteče hlavními dveřmi.
Tollberg přichází, na smrt vystrašený hromobitím. S sebou nese velkou železnou tyč jako bleskosvod a myslí, že ho ochrání. Margareth přibíhá a lomí rukama: poblíž stodoly udeřil blesk! Všichni se leknou (kvartet Gezündet hat er bey der Scheune). Jakob a Mauser běží hasit, ženy nechávají v bezpečí domova a Tollberg se schovává před hromem do truhly na mouku. Mlynář se brzy vrací s nadšením. Oheň se podařilo zažehnat díky hydraulikovi a jeho požární stříkačce a Jakob oba vychvaluje do nebe. Hannchen se raduje: nyní má její a Brandheimova láska u otce mnohem větší čáku (zpěv Mir engts die Brust). Vrací se i Mauser a popisuje Hannchen, jak se Brandheim vyznamenal – inu k čemu všemu člověka inspiruje láska (zpěv Die Liebe bricht des Kerkers Schloß und Bänder). Jakob přijímá Brandheima a jeho pomocníky pontoniéry a všem děkuje za záchranu svého majetku. Brandheim poznává v Mauserovi svého bratrance. Tollberg konečně vyleze z úkrytu celý zamoučený a Jakob mu sděluje, že z jeho svatby nic nebude; naopak jestli chce Brandheim Hannchen a ona jeho, mají se vzít (závěrečný sbor – vaudeville Achtung, Liebe, Dankbarkeit).